# Клан Неп'єр

Емблема (хрест) клану Неп’єр.

Герб вождів клану Неп’єр.

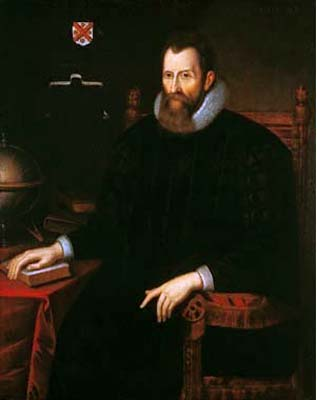
Джон Неп’єр – VIII лайрд Мерчістон, математик, винахідник логарифмів та логарифмічного числення.

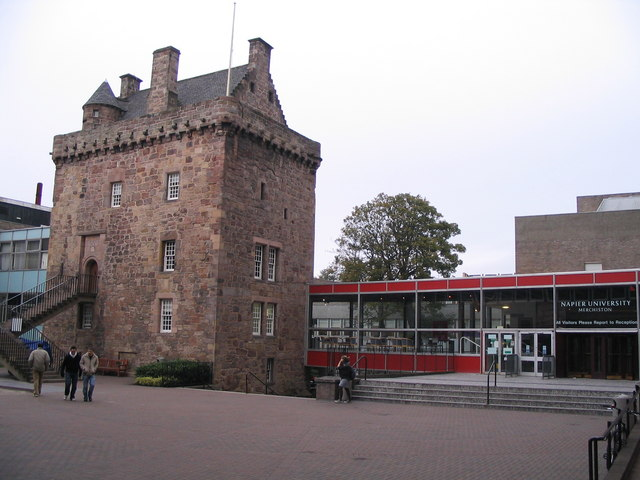
Башта Мерчістон – історична резиденція вождів клану Неп’єр,у центрі Единбурзького Неп’єрівського університету.

Клан Неп'єр – (шотл. - Clan Napier) – один з гірських шотландських кланів. 

## Історія клану Неп'єр

### Походження
Традиційно вважається, що клан Неп'єр походить від давніх графів Леннокс, які в свою чергу походять від давніх королівських родин Ірландії. Вважається, що давнє слово naperer означало «придворний королівського дому». Вважається що колись люди, що започаткували цей клан були кельтські шляхтичі наближені до особи короля. Але малоймовірно, що цей термін використовувався в Шотландії. 
Ще одна версія походження клану Неп'єр пов’язана з переказами про одного з лицарів графа Леннокса, можливо сина графа Леннокса, що відзначився в боях на підтримку Вільяма Лева. Після перемоги король відзначив лицаря і звернувся до нього зі словами серед яких були слова «nae peer».    
Ще одну версію походження назви клану виклав у 1625 році сер Арчібальд Неп'єр Мерчісон – І лорд Неп'єр. Від представив колегії герольдів походження назви, яка була подарована королем Шотландії Олександром II одному з лицарів – Дональду Ленноксу за його хоробрість. 
Перші згадки в історичних джерелах про цей клан знаходимо в статуті Малкольма – графа Леннокс за 1290 рік. Там сказано, що Джону Неп’єру даруються землі в Кілмах’ю та Дурбантонширі. Клан Неп’єр володів цими землями протягом 18 поколінь аж до 1820 року. 

### XV століття – війни кланів
Першим лордом Мерчістоном був Олександр Неп’єр, що став відомим купцем, суспільним діячем і вченим в Единбурзі. Він отримав права на землі Мерчістон у 1436 році. Його син Олександр Неп’єр теж став відомим купцем, суспільним діячем і вченим в Единбурзі і отримав численні королівські милості. Він брав участь у порятунку вдови короля Джеймса І Шотландського та її чоловіка сера Джеймса Стюарта і був поранений при цьому. У 1440 році Олександр Неп’єр був відзначений королем Джеймсом II Шотландським і був наближений до королівського двору. Пізніше один з клану Неп’єр став адміралом Шотландії у 1461 році. Його син Джон Неп’єр був зятем графа Леннокса, що був страчений у 1444 році. Джон Неп’єр був вбитий під час битви під Саухібурном у 1488 році. 

### XVI століття – англо-шотландські війни
Спадкоємець Джона Неп’єра – Олександр, а також його онук були вбиті у битві під Флодден у 1513 році. Інший Неп’єр загинув у битві під Пінкі Клев (шотл. - Pinkie Cleugh) у 1547 році. 

### XVII століття – громадянська війна на Британських островах
Джон Неп’єр – XVII лайрд Мерчісон став відомим вченим – математиком. винахідником логарифмів та логарифмічного числення. У 1617 році на посаді вождя клану його замінив його син Арчібальд Неп’єр, що супроводжував короля Джеймса VI і підтримував його у боротьбі за трон Англії. Неп’єр одружився з дочкою IV графа Монтроз, сестрою Джеймса Грема, І маркіза Монтроз. Як родич короля підтримав короля під час громадянської війни на Британських островах. Лорд Неп’єр помер у 1645 році і його єдиний син Арчібальд – II лорд Неп’єр змушений був покинути країну і помер у Нідерландах у 1660 році. Арчібальд Неп’єр – III лорд Неп’єр звернувся до короля після реставрації монархії з проханням повернути йому землі. Його титул перейшов до єдиної дитини його старшої сестри – Томаса Ніколсона, що став IV лордом Неп’єр. Потім титул перейшов до Маргарити Неп’єр – дружини Джона Брісбені, що був секретарем Адміралтейства при дворі короля Карла II в Англії. Її титул успадкував Френсіс Неп’єр - VI лорд Неп’єр, що носив спочатку ім’я Френсіс Скотт, але потім змінив ім’я на Френсіс Неп’єр.

### Наполеонівські війни
Три онуки VI лорду Неп’єр відзначилися у Наполеонівських війнах. Генерал сер Чарльз Неп’єр завоював землю Сінд і перетворив її в англійську колонію (зараз це частина Пакистану). Пам’ятник йому досі стоїть на Трафальгарській площі в Лондоні. 

## Замки
Клан володів наступними замками:
Замок Кілмах’ю (шотл. – Kilmahew), Кардросс, Дунбартоншир – був резиденцією вождів  Неп’єр Кілмах’ю. Тепер це руїни. 
Замок Мерчистон, Единбург, був резиденцією вождів Неп’єр Мерчістон. Це центр Мерчістон в університеті  Неп’єр. 
Замок Кулкрех (шотл. - Culcreuch Castle), Фінтрі, Стерлінгшир.
Замок Лауристон (шотл. - Lauriston Castle), Единбург.

## Вождь клану
Нинішній вождь клану -  високоповажний Френсіс Девід Чарльз Неп’єр, XV лорд Неп’єр, VI барон Еттрік, ХІІ баронет з Нової Шотландії.